# Eloisa María Cabrera Carmona
Eloísa María Cabrera Carmona (Roquetas de Mar, Almeria; 17 d'abril de 1971) és una política espanyola, regidora de l'Ajuntament de Roquetas de Mar i diputada per Almeria al Congrés durant la XII legislatura.

## Biografia
Llicenciada en Dret, treballa per compte d'altri. Va ser triada regidora de l'Ajuntament de Roquetas de Mar en la llista de l'alcalde Gabriel Amat Ayllón després de les eleccions municipals de juny de 1999 i va ser reelegida en 2003, 2007 i 2011. Després de les eleccions municipals de maig de 2015 va ser nomenada primer tinent d'alcalde.
En ocasió de les eleccions generals de desembre de 2015, va ser la tercera en la llista del Partit Popular per a Almeria dirigida per Rafael Hernando. Els mals resultats del PP, que només va obtenir dos escons, li va privar d'un escó parlamentari. Després de les eleccions generals de 2016, i gràcies la millora dels resultats del partit, va accedir al Congrés com a diputada. No obstant això, al novembre de 2016 va decidir donar prioritat al seu càrrec local i l'escó va passar a les mans de Carmen Navarro Cruz, que ocupava el quart lloc en la llista.